# روبرت أ. شتاين
روبرت أ. شتاين (بالإنجليزية: Robert Stein)‏ هو محامي أمريكي، ولد في 1939.